# Portunus macrophthalmus
Portunus macrophthalmus är en kräftdjursart som beskrevs av M. J. Rathbun 1906. Portunus macrophthalmus ingår i släktet Portunus och familjen simkrabbor. Inga underarter finns listade i Catalogue of Life.